# Finlaysonia wallichii
Finlaysonia wallichii är en oleanderväxtart som först beskrevs av Robert Wight, och fick sitt nu gällande namn av Venter. Finlaysonia wallichii ingår i släktet Finlaysonia och familjen oleanderväxter. Inga underarter finns listade i Catalogue of Life.